# Meriania weberbaueri
Meriania weberbaueri är en tvåhjärtbladig växtart som beskrevs av James Francis Macbride. Meriania weberbaueri ingår i släktet Meriania och familjen Melastomataceae. Inga underarter finns listade i Catalogue of Life.